# تيد ستيفنز
تيد ستيفنز (بالإنجليزية: Ted Stevens )‏ (و. 1923 – 2010 م) هو سياسي، ومحامي، من الولايات المتحدة، ولد في إنديانابوليس، إنديانا، كان عضوًا في الحزب الجمهوري، توفي في ديلينجهام، عن عمر يناهز 87 عاماً.

## مناصب
تولى منصب الرئيس المؤقت لمجلس الشيوخ الأمريكي (3 يناير 2007–3 يناير 2009)، والرئيس المؤقت لمجلس الشيوخ الأمريكي (3 يناير 2003–3 يناير 2007)، وعضو مجلس الشيوخ الأمريكي (24 ديسمبر 1968–3 يناير 2009)، وعضو مجلس نواب ألاسكا (1964–1968).

## التعليم
تعلم في كلية هارفارد للحقوق، وجامعة كاليفورنيا، لوس أنجلوس، وجامعة ولاية أوريغون، وMontana State University System ‏.

## مناصب وهيئات
أدار وزارة الداخلية الأمريكية (1956–1960).

## الخدمة العسكرية
خدم في القوات الجوية الأمريكية (1943–1946).

## جوائز
حصل على جوائز منها:
- جيمس ماديسون (جائزة) (1993)
- نوط الجو
- الوسام الأولمبي
- صليب الطيران المتميز.

## روابط خارجية
- تيد ستيفنز على موقع أوليمبيديا (الإنجليزية)